# Harlingen (Texas)
Harlingen é uma cidade localizada no estado norte-americano de Texas, no Condado de Cameron. A sua área é de 88.9 km², sua população é de 64.849 habitantes segundo o cendo de 2010, com taxa de crescimento de 12.5% (em relação ao censo americano de 2000).